# Natalie John

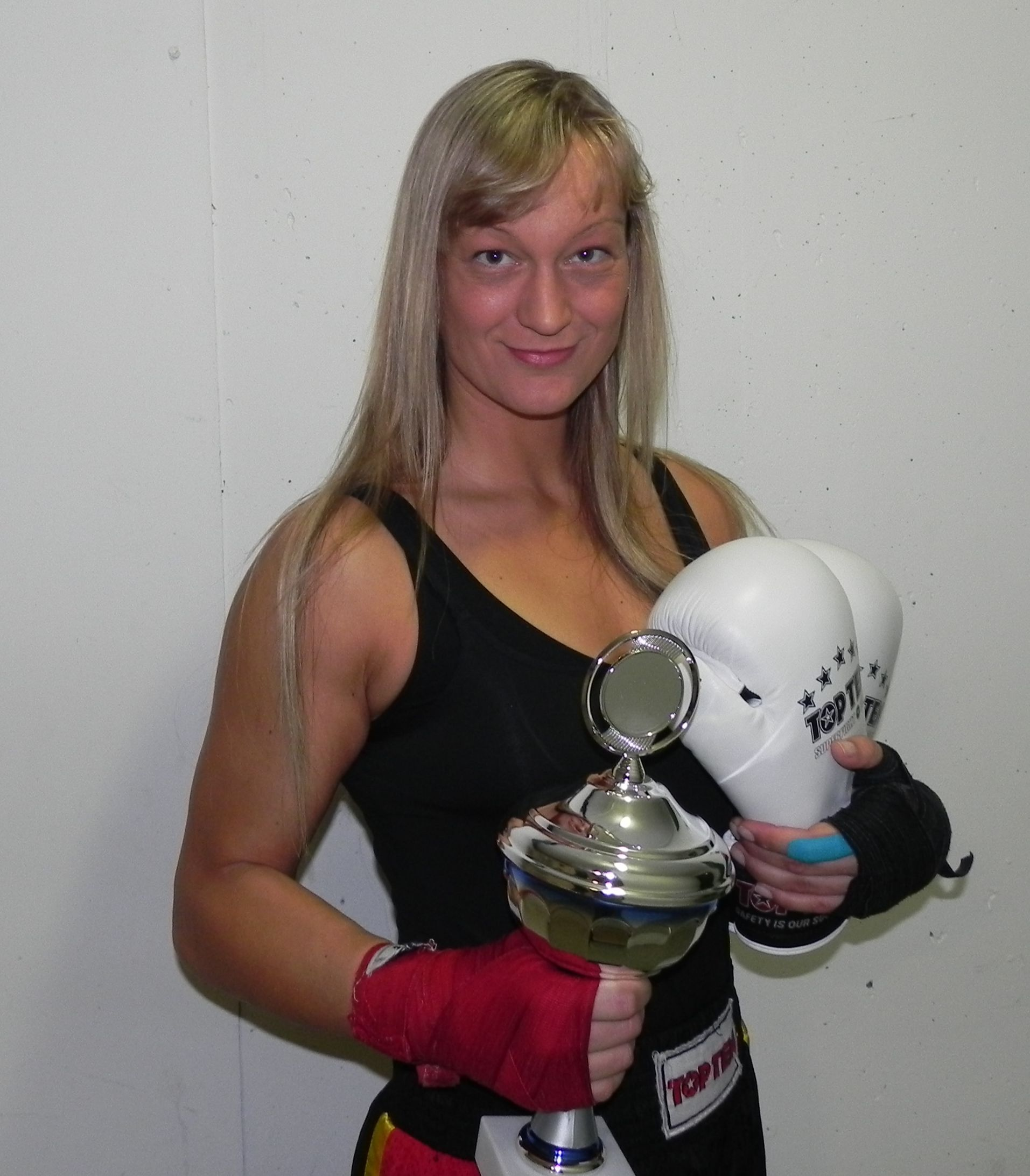
Natalie John (2010)

Natalie John (* 7. Februar 1976 in Ellwangen) ist eine deutsche Boxerin und Kickboxerin.
Im Jahr 2005 absolvierte sie das Abitur am Ernst-Abbe-Gymnasium Oberkochen. Boxen und Kickboxen erlernte die Nattheimerin im Rahmen ihrer Ausbildung bei der Polizei. Später war sie jahrelang Mitglied im Bundeskader Vollkontakt Kickboxen der World Association of Kickboxing Organizations (WAKO). Ihre sportliche Karriere wird seit Anbeginn von ihrer Mutter begleitet, die Natalie John als pharmazeutisch-technische Assistentin und Heilpraktikerin medizinisch und psychologisch betreut.
Natalie John ist mehrfache Deutsche Meisterin im Semi-, Leicht- und Vollkontakt in zwei Gewichtsklassen, sowie Deutsche Meisterin im Boxen 2006 und Europameisterin im Vollkontakt-Kickboxen 2010. Seit 2012 ist sie als Profi-Boxerin aktiv.